# Аскольд Мельничук
Аскольд Мельничук (англ. Askold Melnyczuk, *1954, Нью-Джерсі) — американський прозаїк українського походження, науковець, професор.

## З творчої біографії
У своїх творах він поєднує американську культуру з українським етносом. Він автор оповідань, поезій та перекладів, які друкуються в ряді англомовних журналів. У 1992 році отримав нагороду McGinnis Prize for Fiction. Працював викладачем в Массачусетському, Бостонському та Гарвардському університетах. Редактор літературного журналу «Agni».
Аскольд Мельничук вільно володіє українською мовою, добре обізнаний з історією України. Його повість «What is Told» поєднує різні часи й простори, веде читача від політичного минулого України до сучасного життя українських емігрантів в Америці. Герої творів Мельничука переживають жахи війни, щастя і розчарування подружнього життя. Письменник пов'язує життя своїх персонажів зі світовою історією і тим самим відстоює думку, що кожна людина є учасником історичного процесу.
Аскольд Мельничук зокрема переклав твори Оксани Забужко на англійську мову. «Я дуже поважаю і люблю Оксану Забужко та її творчість, — говорить письменник, — цілком певен, що українська література впливе у ріку світової літератури на високому рівні. Треба тільки, щоб мала відвагу подивитися на себе зсередини та віддзеркалити ситуацію, що склалася як в минулому, так і тепер.»
Аскольд Мельничук вважає, що Україна в майбутньому матиме належне місце у світовій культурі. Україна тільки зараз почала входити у світову літературу, але тепер вона ще ледве присутня в цьому середовищі. Говорячи про образ України в сучасній американській літературі, Аскольд Мельничук наводить промовистий приклад — перегорнувши сторінки близько 4-х тисяч американських романів останніх десяти років, він віднайшов всього три, де так чи інакше згадувалась Україна. Побут емігрантів з України представлений в романі «Проста історія» Клер Месу. В романі Джонатана Франсена «Виправлення», Україні присвячено не більше ста рядків, і вона, хоча і мала б стати для головної героїні місцем віднайдення коріння, проте лишилася чужою. Україна як простір шукань постає і на сторінках роману Джонотана Фоєра «Все освітлене». Місця це займає значно більше ніж у Франсена, адже майже вся дія роману відбувається в Україні.
Але на переконання Мельничука вже зараз американський читач готовий і спроможний сприйняти Україну як державу, на відміну від початку 1990-х років.

## Твори
- A.Melnyczuk. What is Told. — Boston. — L. 1994. Укр. переклади: А.Мельничук. Що сказано. — Харків: Фоліо, 1996; А.Мельничук. Що сказано / Переклад Олени Фешовець. — Київ: Комора, 2017. — 204 с.
- A.Melnyczuk. Ambassador of the Dead. — Pfp. — 2001. Рос. переклад: А.Мельничук. Посол мертвых // Дружба народов. 2004. № 5-6. Укр. переклад: Посол мертвих / Переклад Ганни Яновської. — Львів: Видавництво Старого Лева, 2018. — 304 с.
- Girls. A Story. O. Zabuzhko. Translated by Askold Melnyczuk. Boston — New York — San Fransisco: Arrowsmith, 2005.
- A.Melnyczuk. The House of Widows. — Graywolf Press. — 2008.
- A.Melnyczuk. excerpt from SMEDLEY's Secret Guide to World Literature. — Pfp. — 2016.